# あさひ (護衛艦・2代)

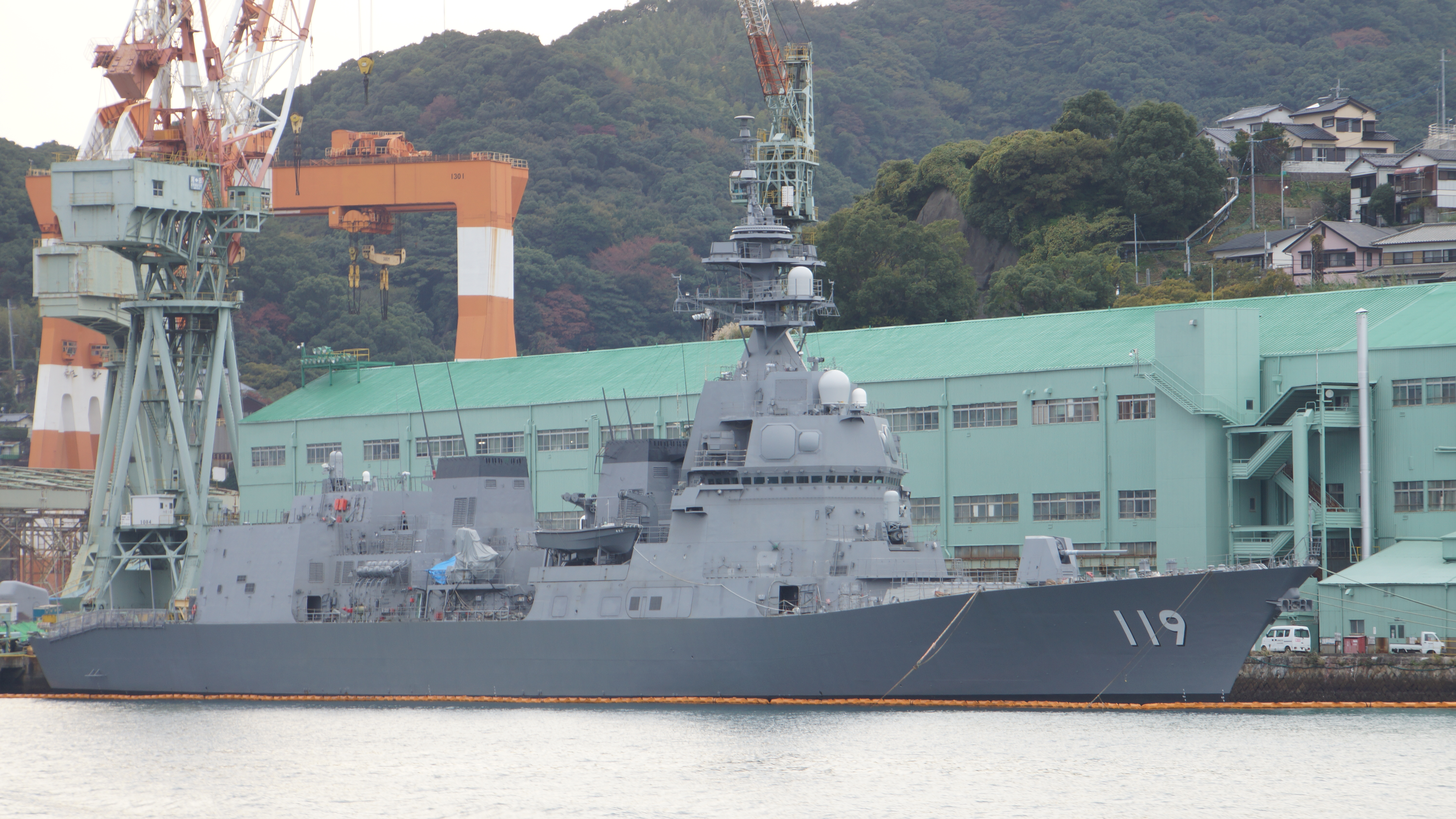
三菱重工業長崎造船所で艤装中の「あさひ」

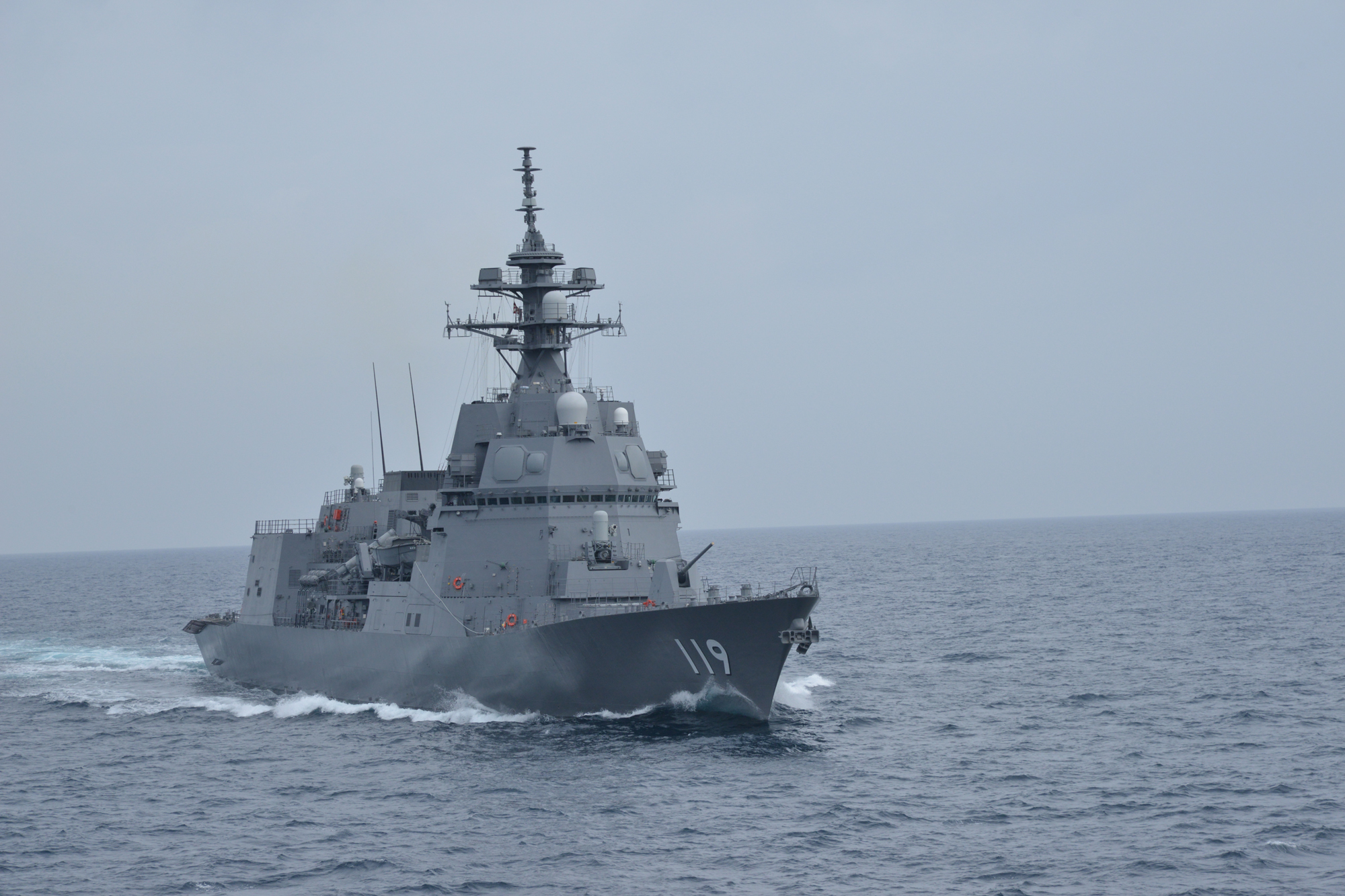
航行中の「あさひ」

あさひ（ローマ字：JS Asahi, DD-119）は、海上自衛隊の護衛艦。あさひ型護衛艦 (2代)の1番艦。この名を受け継いだ日本の艦艇としては、旧海軍の戦艦「朝日」、護衛艦「あさひ (DE-262)」に続き3代目にあたる。建造費は701億円。

## 艦歴
「あさひ」は、中期防衛力整備計画（23中期防）に基づく平成25年度計画5000トン型護衛艦1613号艦として、三菱重工業長崎造船所で2015年8月4日に起工され、2016年10月19日に命名・進水、2017年7月5日に公試開始、2018年3月7日に就役し、第2護衛隊群第2護衛隊に編入された。定係港は佐世保基地。
2019年5月23日から28日にかけて護衛艦「ありあけ」とともにグアム島周辺海空域において実施される日米豪韓共同訓練（パシフィック・ヴァンガード19-1）に参加する。主要訓練項目は対空戦、対水上戦、対潜戦訓練等。
同年9月17日から9月29日及び10月15日から10月23日までの間、 関東南方から沖縄周辺を経て九州西方へ至る海空域において日豪共同訓練（日豪トライデント）を実施する。海自からは本艦のほか、護衛艦「はるさめ」、「てるづき」、「あたご」、補給艦「ましゅう」及びP-1哨戒機又はP-3C哨戒機と潜水艦が、オーストラリア海軍からは艦艇及び潜水艦が参加し、 各種戦術訓練を実施する。
2021年1月15日、沖大東島周辺海空域において、護衛艦「こんごう」とともに日米共同訓練を実施した。米海軍からは空母「セオドア・ルーズベルト」、巡洋艦「バンカー・ヒル」、駆逐艦「ジョン・フィン」が参加し、各種戦術訓練を実施した。
同年5月11日から17日にかけて護衛艦「いせ」、「あしがら」、「こんごう」、輸送艦「おおすみ」、ミサイル艇「おおたか」、「しらたか」、哨戒機、潜水艦とともに東シナ海において日米豪仏共同訓練（ARC21）に参加する。米海軍からはドック型輸送揚陸艦「ニューオリンズ」、豪海軍からはフリゲート「パラマッタ」、仏海軍からは強襲揚陸艦「トネール」、フリゲート「シュルクーフ」が参加し、防空訓練、対潜訓練、着上陸訓練を実施する。
同年8月24日には、沖縄南方海空域において護衛艦「いせ」、陸上自衛隊（水陸機動団、第1ヘリコプター団、西部方面航空隊）、航空自衛隊（第9航空団、南西航空警戒管制団）とともに米国主催大規模広域訓練2021（LSGE21：Large-Scale Global Exercise 2021）に参加した。米海軍から強襲揚陸艦「アメリカ」、ドック型揚陸艦「ニューオーリンズ」、駆逐艦「ザ・サリバンズ」、英海軍から空母「クイーン・エリザベス」及び駆逐艦「ディフェンダー」、フリゲート「ケント」、オランダ海軍フリゲート「エファーツェン」が参加し、航空作戦訓練（対戦闘機戦闘訓練及びPHOTEX）、海上作戦訓練（クロスデッキ、通信訓練及びPHOTEX）を実施した。翌25日から26日には英国空母打撃群（CSG21：英空母「クイーン・エリザベス」、フリゲート「ケント」、駆逐艦「ディフェンダー」、米駆逐艦「ザ・サリバンズ」、蘭フリゲート艦「エファーツェン」）と日英米蘭共同訓練（PACIFIC CROWN 21-1）を実施した。
同年9月2日から7日にかけて、東シナ海から四国南方を経て関東南方に至る海空域おいて、再び英国空母打撃群と日英米蘭加共同訓練（PACIFIC CROWN 21‐3）を実施する。海自からは本艦の他、護衛艦「いせ」、「はるさめ」、「たかなみ」、「きりしま」、「おおなみ」、「てるづき」及び潜水艦1隻、P‐1哨戒機が、空自からはＦ-2、Ｆ-15戦闘機、E-767早期警戒管制機が参加し、対抗戦、防空戦、対潜戦等を実施する。また、英国空母打撃群には、カナダ海軍フリゲート「ウィニペグ」が加わった。
同年11月3日、東シナ海において護衛艦「いせ」、「はるさめ」、ミサイル艇「おおたか」、掃海艇「ひらしま」、「やくしま」、「たかしま」とともに米海軍強襲揚陸艦「アメリカ」と日米共同訓練を実施した。
2022年7月4日から6日にかけて、東シナ海から沖縄東方に至る海空域において、米海軍駆逐艦「デューイ」、オーストラリア海軍フリゲート「パラマッタ」とともに、日米豪共同訓練を行い、各種戦術訓練（対水上戦、PHOTEX等）を実施した。
同年9月30日、日本海において、日米韓共同訓練を実施した。米海軍からは空母「ロナルド・レーガン」、巡洋艦「チャンセラーズビル」、駆逐艦「バリー」・「ベンフォールド」、潜水艦が、韓国海軍からは駆逐艦「ムンム・デワン」が参加し、各種戦術訓練（対潜戦訓練、PHOTOEX等）を実施した。同年10月1日から10日にかけて、日本周辺（日本海を含む。）において米海軍空母「ロナルド・レーガン」、巡洋艦「チャンセラーズビル」、駆逐艦「ベンフォールド」、補給艦「ユーコン」と各種戦術訓練（対水上戦訓練、洋上補給、PHOTO EX等）の日米共同訓練を実施した。
2025年2月2日、第50次派遣海賊対処行動水上部隊（中東地域における情報収集活動兼務）として佐世保基地から出港した。その進出途上の2月9日および10日に南シナ海において米海軍駆逐艦「デューイ」と日米共同訓練を実施した。訓練項目は各種戦術訓練（対水上戦等）、PHOTOEX。同年2月15日から2月22日にかけて、インドネシア共和国バリ島周辺海空域において実施されたインドネシア海軍主催多国間共同訓練（コモド2025）に参加した。参加項目は捜索・救難訓練、戦術運動、PHOTOEX、国際観艦式。同年3月12日、バーレーン沖においてバーレーン海軍哨戒艇「アル・サキール」と日バーレーン親善訓練を実施した。同年7月24日、サタヒップ沖において、タイ海軍哨戒艇「ソンクラー」と日タイ親善訓練を実施した。訓練項目は戦術運動及びPHOTOEX。同年8月2日、佐世保基地に帰港予定。

### 歴代艦長
| 代       | 氏名     | 在任期間              | 出身校・期 | 前職                           | 後職                                         | 備考                 |
| 艤装員長 | 艤装員長 | 艤装員長              | 艤装員長   | 艤装員長                       | 艤装員長                                     | 艤装員長             |
| -------- | -------- | --------------------- | ---------- | ------------------------------ | -------------------------------------------- | -------------------- |
| -        | 高岡 智  | 2016.10.19 - 2018.3.6 |            | まつゆき艦長                   | あさひ艦長                                   |                      |
| 艦長     |          |                       |            |                                |                                              |                      |
| 1        | 高岡 智  | 2018.3.7 - 2019.7.24  |            | あさひ艤装員長                 | 舞鶴地方総監部監察官                         |                      |
| 2        | 沖重大樹 | 2019.7.25 - 2020.7.9  | 防大40期   | 横須賀地方総監部管理部人事課長 | 呉地方総監部防衛部第3幕僚室長 兼 第5幕僚室長 | 2020.7.1 1等海佐昇任 |
| 3        | 池﨑裕之 | 2020.7.10 - 2021.8.1  |            | 統合幕僚監部防衛計画部計画課   | 護衛艦隊司令部幕僚 兼 自衛艦隊司令部         |                      |
| 4        | 池田忠司 | 2021.8.2 - 2022.12.4  |            | 横須賀地方総監部管理部人事課長 | 護衛艦隊司令部                               |                      |
| 5        | 大濵英樹 | 2022.12.5 - 2024.3.0  |            | 練習艦隊司令部                 |                                              |                      |
| 6        | 髙城正太 | 2024.3.0 -            |            | しらせ運用長                   |                                              |                      |